# (2583) Fatyanov
(2583) Fatyanov es un asteroide perteneciente al cinturón de asteroides, descubierto el 3 de diciembre de 1975 por Tamara Mijáilovna Smirnova desde el Observatorio Astrofísico de Crimea (República de Crimea).

## Designación y nombre
Designado provisionalmente como 1975 XA3. Fue nombrado Fatyanov en honor al poeta ruso-soviético Alekséi Ivánovich Fatiánov.